# Heinz Holliger
Heinz Holliger (født 21. maj 1939 i Langenthal) er en schweizisk oboist, komponist og dirigent.

## Biografi
Holliger gik på musikkonservatorium i Bern og Basel. I 1959 fik han den første internationale pris for sit obo-spil. 
Igennem årene er han blevet en verdenskendt oboist, og flere værker er skrevet decideret til ham, ligesom Holliger selv har komponeret meget musik. 

## Hæder
Heinz Holliger har modtaget flere store internationale priser og anerkendelser. 
- 1987 Léonie Sonnings Musikpris
- 1988 Kunstpreis der Stadt Basel, Frankfurter Musikpreis
- 1991 Ernst von Siemens' musikpris
- 1998 Æresdoktor ved universitetet i Zürich
- 1999 Langenthals kulturpris
- 2002 Grammy Award i kategorien Producer of the Year, Classical
- 2004 Preis der deutschen Schallplattenkritik
- 2007 Zürcher Festspielpreis (Uddelt første gang)
- 2008 Rheingau Musikpreis
- 2015 Schweizer Grand Prix Musik